# رودان چاران
رودان چاران، روستایی از توابع بخش مرکزی شهرستان فنوج در استان سیستان و بلوچستان ایران است.

## جمعیت
این روستا در دهستان فنوج قرار دارد و براساس سرشماری مرکز آمار ایران در سال ۱۳۹۵، خالی از سکنه بوده‌است.